# 那慕爾伯爵列表
那慕爾伯爵（法語：comtes de Namur）是統治那慕爾伯國的君主。此列表列出獨立統治那慕爾的伯爵/侯爵：

## 那慕爾伯爵
- 羅貝爾一世，946年—981年
- 阿爾貝一世，981年—1011年
- 羅貝爾二世，1011年—1016年
- 阿爾貝二世，1016年—1067年
- 阿爾貝三世，1067年—1102年
- 戈德弗瓦一世，1102年—1139年
- 亨利一世，1139年—1189年
- 博杜安一世，1189年—1195年
- 菲利普一世，1195年—1212年
- 佛蘭德的約蘭達，1212年—1216年
- 菲利普二世，1216年—1226年
- 亨利二世，1226年—1229年
- 瑪格麗特，1229年—1237年
- 博杜安二世，1237年—1256年
- 亨利三世，1256年—1264年
- 居伊一世，1268年—1305年
- 若望一世，1305年—1330年
- 若望二世，1330年—1335年
- 居伊二世，1335年—1336年
- 菲利普三世，1336年—1337年
- 威廉一世，1337年—1391年
- 威廉二世，1391年—1418年
- 若望三世，1418年—1429年

1429年，那慕爾被勃艮第公爵菲利普三世佔領，失去獨立地位。